# سيمارابورا
سيمارابورا (بالإنجليزية: Semarapura)‏ هي منطقة سكنية تقع في إندونيسيا في Klungkung Regency.